# Вонифатьев, Сысой Вонифатьевич
Сысо́й Вонифа́тьевич Вонифа́тьев (1724—1789) — российский общественный деятель, градоначальник Петрозаводска, купец.

## Биография
Родился в крестьянской семье. Занимался хлебной торговлей.
Избран городским головой Петрозаводска 11 апреля 1782 года. В связи с назначением Петрозаводска в мае 1782 года административным центром Олонецкой области в составе Санкт-Петербургской губернии и переводом из Олонца в Петрозаводск присутственных мест, занимался организацией обустройства и открытия областных учреждений — совестного суда, верхней расправы, губернского магистрата.
Должность городского головы оставил после перевыборов 19 мая 1783 года.